# Котлованское сельское поселение
Котлова́нское се́льское поселе́ние — упразднённое муниципальное образование в составе Удомельского района Тверской области России.
В состав поселения входил 41 населённый пункт. Административный центр — село Котлован.
Образовано в 2005 году, включило в себя территории Котлованского и Липенского сельских округов.
Законом Тверской области от 7 декабря 2015 года № 117-ЗО, 18 декабря 2015 года все муниципальные образования Удомельского района — городское поселение — город Удомля, Брусовское, Еремковское, Зареченское, Копачёвское, Котлованское, Куровское, Молдинское, Мстинское, Порожкинское, Рядское и Удомельское сельские поселения — были преобразованы в Удомельский городской округ.

## География
- Общая площадь: 506 км²
- Нахождение: северная часть Удомельского района.
  - Граничит:
    - на севере — с Новгородской областью, Мошенской район
    - на северо-востоке — с Лесным районом, Лесное СП
    - на востоке — с Куровским СП
    - на юге — с Порожкинским СП
    - на юго-западе — с Мстинским СП
    - на западе — с Новгородской областью, Боровичский район

Главная река — Съежа. Озёра — Иловец (на границе с Лесным районом), Тростинец (на границе с Новгородской областью), Устьим, Наволок.

## Население
По переписи 2002 года — 1216 человек (1033 в Котлованском и 183 в Липенском сельском округе), на 01.01.2008 — 1324 человек.

## Населенные пункты
В состав поселения входили следующие населённые пункты:
| №  | Тип нп | Название             | Население (2008 год) |
| -- | ------ | -------------------- | -------------------- |
| 1  | село   | Котлован             | 351                  |
| 2  | дер.   | Артемьево            | 61                   |
| 3  | дер.   | Боронатово           | 5                    |
| 4  | дер.   | Гаврильцево          | 5                    |
| 5  | дер.   | Железное             | 11                   |
| 6  | дер.   | Желудово             | 0                    |
| 7  | дер.   | Заселище             | 8                    |
| 8  | дер.   | Князево              | 8                    |
| 9  | дер.   | Кузьминское          | 232                  |
| 10 | дер.   | Ледины               | 11                   |
| 11 | дер.   | Лоховское            | 108                  |
| 12 | дер.   | Маслово              | 74                   |
| 13 | дер.   | Матрёнино            | 1                    |
| 14 | дер.   | Мишуги               | 34                   |
| 15 | дер.   | Ново-Кузьминское     | 7                    |
| 16 | дер.   | Овсяниково           | 46                   |
| 17 | дер.   | Пашнево              | 11                   |
| 18 | дер.   | Сидорово             | 46                   |
| 19 | дер.   | Старое Захарово      | 3                    |
| 20 | дер.   | Старое Комарно       | 1                    |
| 21 | дер.   | Тарасиха             | 6                    |
| 22 | дер.   | Тормосово-Комарно    | 28                   |
| 23 | дер.   | Феднево              | 4                    |
| 24 | дер.   | Феньково             | 0                    |
| 25 | дер.   | Фоминское            | 21                   |
| 26 | дер.   | Черед                | 39                   |
| 27 | дер.   | Липны                | 123                  |
| 28 | дер.   | Адамово              | 14                   |
| 29 | дер.   | Боглаево             | 6                    |
| 30 | дер.   | Бордаево             | 0                    |
| 31 | дер.   | Грешнево             | 1                    |
| 32 | дер.   | Жаворонково          | 14                   |
| 33 | дер.   | Климовское           | 5                    |
| 34 | дер.   | Крапивно             | 2                    |
| 35 | дер.   | Мартусы              | 8                    |
| 36 | дер.   | Мининское            | 2                    |
| 37 | дер.   | Новоселье            | 0                    |
| 38 | дер.   | Погорелец-Липенский  | 2                    |
| 39 | дер.   | Староселье-Липенское | 4                    |
| 40 | дер.   | Федорково            | 17                   |
| 41 | дер.   | Филиппково-Липенское | 5                    |

### Бывшие населенные пункты
В 1998 году исключены из учетных данных деревни Кобылиха, Красное, Ротково и Погорелец.

Ранее исчезли деревни: Абакумово, Вакрино,Воробьево, Гадомля, Гришкино, Дор, Ермолино, Климушиха, Лаврово, Люблино, Медведково, Никулкино, Новое Захарово, Новое Комарно, Пруды, Савино, Терехово, Щербаки, Якшино, Ярцево и другие.

Деревни Старый Ряд и Каменка присоединены к селу Котлован.

Деревни Астафьево и Мешково присоединены к деревне Кузьминское.

## История
В XII—XVII вв. территория поселения относилась к Бежецкой пятине Новгородской земли.
С XVIII века территория поселения входила:
- в 1708—1727 гг. в Санкт-Петербургскую (Ингерманляндскую 1708—1710 гг.) губернию, Новгородскую провинцию,
- в 1727—1775 гг. в Новгородскую губернию,
- в 1775—1796 гг. в Тверское наместничество,
- в 1796—1929 гг. в Тверскую губернию, Вышневолоцкий уезд,
- в 1929—1935 гг. в Московскую область, Удомельский район,
- в 1935—1963 гг. в Калининскую область, Удомельский район,
- в 1963—1965 гг. в Калининскую область, Бологовский район,
- в 1965—1990 гг. в Калининскую область, Удомельский район,
- с 1990 в Тверскую область, Удомельский район.

В XIX — начале XX века деревни поселения относились к Кузьминской и Парьевской волостям Вышневолоцкого уезда.

## Известные люди
В деревне Филиппково родился Герой Советского Союза Иван Григорьевич Моисеев.